# Morris Fuller Benton

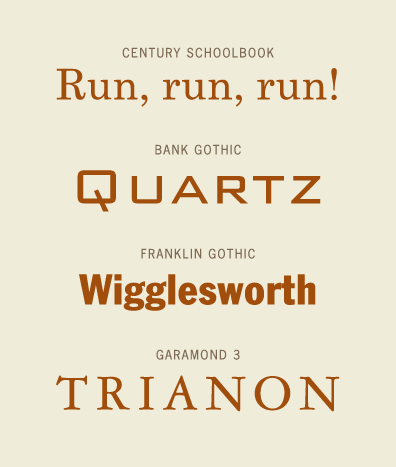
Beispiele von Benton entworfener Schriften

Morris Fuller Benton (* 30. November 1872 in Milwaukee, Wisconsin; † 30. Juni 1948 in Morristown, New Jersey) war ein US-amerikanischer Ingenieur und ein bekannter Schriftgestalter. Von 1900 bis 1937 war er Design-Direktor der American Type Founders (ATF) – einem Zusammenschluss amerikanischer Schriftgießereien, der von seinem Vater, Linn Boyd Benton, mitbegründet worden war. Morris Fuller Benton hat über 200 Schriftarten und Schriftschnitte entworfen oder überarbeitet. Zu den bekanntesten unter ihnen zählen ATF Bodoni, Broadway, Bank Gothic, Century, Franklin Gothic, Clearface, Cheltenham, Stymie und Cloister Old Style.

## Biografie

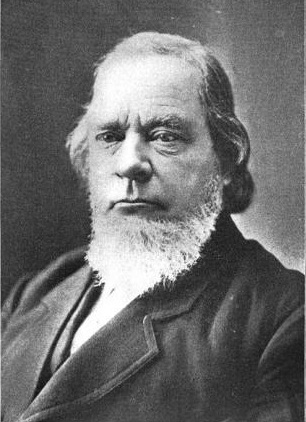
Morris Fuller Bentons Großvater: Charles S. Benton

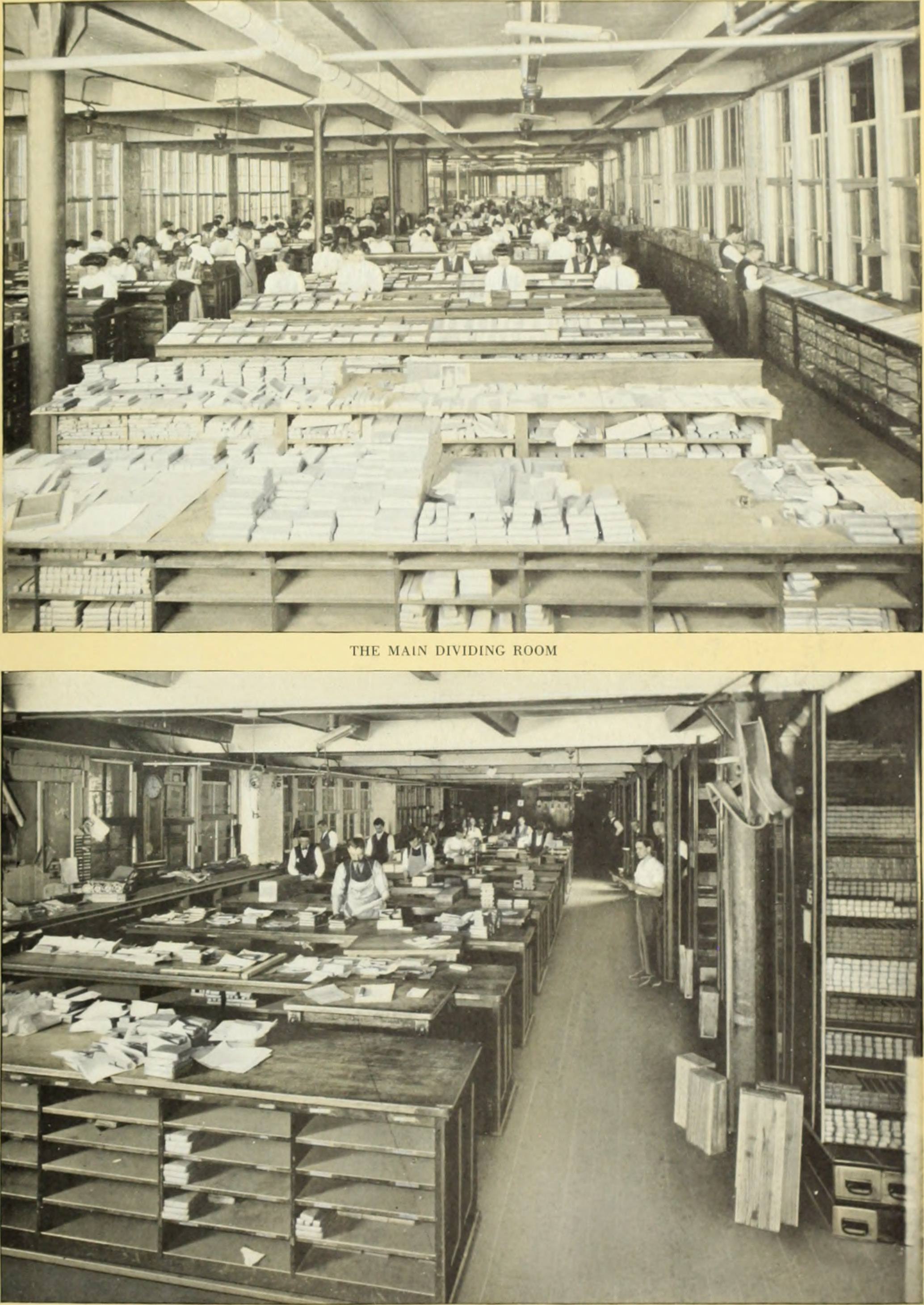
Abbildung aus einem 1912 erschienenen Katalog der ATF

Morris Fuller Benton wurde 1872 in Milwaukee geboren. Sein Vater war der Typograf, Erfinder und ATF-Mitbegründer Linn Boyd Benton (1844–1932). Die Bentons waren weitläufige Nachfahren englischer Einwanderer, welche sich 1638 in Connecticut niedergelassen hatten. Morris Fullers Großvater war der Jurist, Politiker und Zeitungsherausgeber Charles S. Benton. Elf Jahre nach der Geburt von Morris Fullers Vater – Linn Boyd Benton – zog Charles Benton mit seiner Familie nach Milwaukee, Wisconsin um. Bei der von seinem Vater Charles herausgegebenen Milwaukee Daily News lernte Morris Fullers Vater Linn Boyd das Setzer- und Druckerhandwerk. Nach zeitweiligen Abstechern in das Grabsteinmetz- sowie Juweliers-Metier arbeitete er kontinuierlich bei der väterlichen Zeitung mit. 1871 heiratete er Jesse Elizabeth Donaldson. Zwei Jahre später, kurz nach Morris Fullers Geburt, wurde Linn Boyd Benton Mitinhaber einer Schriftgießerei. Nach einem Partnerwechsel infolge Tod ab 1882 unter dem Namen Benton, Waldo & Co. firmierend, ging diese schließlich in der 1892 gegründeten American Type Founders (ATF) auf – einem Zusammenschluss von 23 ehemals eigenständigen, vorwiegend an der Ostküste sowie im Mittleren Westen ansässigen Schriftgießereien.
In seiner Kindheit und Jugend war Morris Fuller Benton stark von gesundheitlichen Probleme beeinträchtigt. Wegen seines schlechten Gesundheitszustands zog die Familie zeitweilig in das rund zehn Kilometer landeinwärts gelegene Wauwatosa – eine Entscheidung, die Linn Boyd und seiner Frau nicht leicht fiel, weil sie auf das gesellschaftliche Leben in Milwaukee verzichten mussten. Eine Nachfolge in den Fußstapfen des Vaters hatte Morris Fuller Benton, so die Benton-Biografin Patricia Cost, ursprünglich nicht im Sinn. Ein Interesse, das er seit seiner Jugend ambitioniert verfolgte, war die Fotografie. Technisch begabt und interessiert, absolvierte er ein Maschinenbau-Studium an der Cornell University in Ithaka im Bundesstaat New York, welches er 1896 mit einer Graduierung abschloss.
Die Etablierung des ATF-Hauptsitzes an der US-Ostküste war für die Benton-Familie mit einem erneuten Ortswechsel verbunden. Während und nach seinem Studium arbeitete Benton als Assistent seines Vaters in der New Yorker ATF-Zentrale. In dieser Zeit brachte er – neben der Weiterentwicklung diverser Stempelschneidemaschinen – einige technische Neuerungen auf den Weg: die Entwicklung eines automatisch spationierenden Letternapparats, eine mikroskopbasierte Graviervorrichtung sowie die Optimierung des sogenannten „Matrix Engraver“ – einer Graviermaschine, die hochpräzise Ergebnisse ermöglichte bis hinunter zu einem Schriftgrad von 4 Punkt.
Die von Benton auf den Weg gebrachten Technik-Innovationen im Bereich Schriftguss ermöglichten sowohl ästhetisch als auch wiedergabetechnisch eine höhere Präzision, als es bis dahin der Fall war. Im Jahr 1900 wurde Morris Fuller Benton zum Chef-Typedesigner der ATF ernannt. 1903 übernahm er die Leitung der Schriftdesign-Entwicklung in Jersey City. Ein nicht unerhebliches Problem dort: eine verbesserte Übertragung der von Designern angelieferten Schrift-Reinzeichnungen – ein Problem, dass unter der Bezeichnung optische Skalierung bekannt war. Oft war die technische Umsetzung von Reinzeichnungen mit Nacharbeit verbunden – unter anderem deswegen, weil das Gießen der Lettern Modifikationen erforderte, damit bei kleinen Schriftgrößen feine Linien und Serifen im Druck nicht wegbrachen.

Schrift-Sampling mit der Broadway

Auch bei der Entwicklung neuer Schriften sowie bei der Überarbeitung sowie Erweiterung bereits bestehender Bleisatz-Schriften machte sich Benton zunehmend einen Namen. Unter seiner Ägide entstanden die beiden Grotesk-Schriftfamilien Franklin Gothic (ab 1904) und News Gothic (ab 1908) – zwei Serifenlose, welche den Stil der Amerikanischen Grotesk maßgeblich begründeten und bis heute als zeitlose Klassiker gelten. Zwei weitere Schriften-Highlights von Morris Fuller Benton waren die ATF Bodoni und die Bank Gothic. Die 1910 auf den Markt gebrachte Bodoni-Variante läutete eine Renaissance der Bodoni-Schriften im 20. Jahrhundert ein. Überdauernden Bekanntheitsgrad erzielte auch die Gravur-Zierschrift Bank Gothic (1930–1933). Über diese Neuentwicklungen hinaus war Benton verantwortlich für den Ausbau einer Reihe bereits bestehender ATF-Schriften wie etwa der Goudy Old Style, der Centennial, der American Garamond und der Cloister Old Style.
Im weiten Sinn werden Benton rund 200 Schriften zugeschrieben. Er selbst hatte 1936 in einem Brief an die ATF-Marketingabteilung 52 Schriften vermerkt, an deren Design er maßgeblich beteiligt gewesen sei. Krankheitsbedingt stieg Morris Fuller Benton 1937 aus dem Unternehmen, das wegen der Weltwirtschaftskrise sowie wenig innovativem Management in eine wirtschaftlich schwierige Lage geraten war, aus, und unterhielt zur ATF nur noch sporadischen Kontakt. Gesundheitlich angeschlagen unter anderen durch Magengeschwüre, verbrachte Morris Fuller Benton die letzten neun Jahre seines Lebens im Kreis seiner Familie in Millington sowie – in den Sommerferien – in einem Ferienhaus am Beaver Lake, New Jersey. Infolge einer Lungenembolie verstarb er 1948 in Morristown, New Jersey.

## Privatleben
Morris Fuller Benton war zweimal verheiratet: von 1897 bis zu ihrem Tod 1920 mit Ethel Bottum, der Tochter von Linn Boyds Patentanwalt, und ab 1923 mit Katharina Ten Eck Wheeler, einer Verwandten väterlicherseits. Benton hatte zwei Töchter. Ab 1903 bewohnte die Familie zusammen mit der von Linn Boyd ein großes, im viktorianischen Stil gestaltetes Anwesen in Plainfield, New Jersey. 1939, einige Jahre nach dem Tod von Linn Boyd Benton, verkauften Morris und Katharina das unter der Bezeichnung „White Elephant“ bekannte Haus und zogen in ein neues Domizil in der rund zehn Kilometer entfernten Ortschaft Millington um.
Das Privatleben der Familie wird als harmonisch beschrieben; Berichte heben die Vorliebe der Familie für gemeinschaftliches Musizieren hervor. Benton selbst – so der Beitrag zu seiner Person auf der Webseite typolexikon.de – sei ein großer Fan des Opern-Tenorsängers Enrico Caruso und des Komponisten Richard Wagner gewesen. Persönlich galt Benton als extrem zurückhaltend und bescheiden – eine Eigenschaft, die sich auch auf die Reklamierung eigener Verdienste etwa gegenüber Journalisten erstreckte. Auffällig war diese Zurückhaltung unter anderem durch den so zutage tretenden Gegensatz zu seinem Vater, der allgemein als eher gesellig galt.
Die Rollenverteilung zwischen Sohn sowie dem 1932 verstorbenen Vater war vor allem in den späteren Jahren konfliktbehaftet. Die enge berufliche wie familiäre Beziehung zwischen Vater und Sohn Benton habe – so die Benton-Biografin Patricia Cost – zunehmend zu familiären Belastungen geführt. Morris Fullers Tochter Caroline beschrieb den Großvater jener Zeit rückblickend als „nicht mehr so süß und liebenswert, wie er es in jungen Jahren gewesen war.“ Auch der zusätzliche Druck auf der Arbeit habe ihrem Vater einiges abverlangt: „Wenn in der Gießerei etwas nicht klappte, war er derjenige, der es in Ordnung bringen musste.“
Familiär wird Morris als fürsorglich und fördernd charakterisiert. Seine Töchter ermutigte er zum Klavierspiel; darüber hinaus versuchte er, ihnen technische Dinge möglichst anschaulich und nachvollziehbar zu erklären. Politisch stachen die Aktivitäten der Bentons nicht außerordentlich hervor. Die Benton-Biografin Patricia Cost führte in einem Fachzeitschriften-Portrait zwei Ereignisse auf, die ein eher konservatives, wenn auch für US-Unternehmer alles andere als unübliches Selbstverständnis dokumentieren. Anlässlich einer Familienfeier-Tischrede 1913 hatte Linn Boyd ein damals avisiertes Steuergesetz als „Vorstufe zum Sozialismus“ an den Pranger gestellt. Morris Fuller Benton sprach sich in einem Brief gegen Roosevelts Wiederwahl im Jahr 1944 aus und für den (vorzeitig aus dem Rennen ausgeschiedenen) Kandidaten Wendell Willkie – mit der Begründung, eine erneute Amtszeit Roosevelts würde „das Ende der USA“ bedeuten.

## Bedeutung und Nachwirkung
In der heutigen Typografie und Mediengestaltung ist Morris Fuller Benton vor allem als Schöpfer von serifenlosen Schriften wie der Franklin Gothic und der News Gothic bekannt. Sein Schriften-Nachlass wird von zeitgenössischen US-Schriftenherstellern weiterhin gepflegt – wie beispielsweise dem in Boston ansässigen Label Font Bureau, dass sich auf die zeitgemäße Erneuerung einiger Benton-Schriften versiert hat.
Ebenso hervorgehoben wird seine Rolle als innovativer Schriftguss-Ingenieur. Die technischen Verfeinerungen, welche Benton auf den Weg brachte, wirkten sich bis zum Ende der Bleisatz-Drucktechnik aus. Der deutsche Schriftdesigner Hermann Zapf etwa arbeitete während seiner Zeit bei der Frankfurter Stempel AG mit Vorrichtungen, welche auf Erfindungen von Benton basierten. Eine eher designerische Innovation hingegen war der systematische Ausbau von Schriften zu Schriftfamilien mit aufeinander aufbauenden Schnitten – also Regular, Bold, Kursiv, und so weiter. Benton selbst hatte diese Form des Ausbaus zwar nicht erfunden, allerdings systematisch vorangetrieben. Auch allgemein gilt seine stark auf Planung basierende Vorgehensweise, die Fragen der handwerklichen Umsetzung ebenso mit einbezog wie marketingtechnische Aspekte, im Metier Schriftdesign als wegweisend.
Urheberrechtlich besteht bis heute Uneinigkeit darüber, wie viele der Benton zugeordneten Schriftarten wirklich von Benton stammen. Unter dem Titel „Morris Fuller Benton, Type Designer: Fact or Fiction?“ eröffnete der Autor Rick van Holdt 2013 eine Kontroverse mit der Ansicht, die meisten Benton zugeschriebenen Schriften seien entweder unbekannten Ursprungs oder aber anderen Typedesignern zuzuordnen. Gegner dieser Einschätzung – darunter unter anderem die Benton-Biografin Patricia Cost – argumentierten zum einen mit Bentons überschaubar ausgefallener Schätzung aus dem Jahr 1936 (siehe Abschnitt „Biografie“), zum zweiten damit, dass Schriftentwicklungen bei der ATF arbeitsteilig vorgenommen und verantwortliche Designer wie zum Beispiel Frederic Goudy und andere stets als solche ausgewiesen wurden.

## Schriftentwürfe

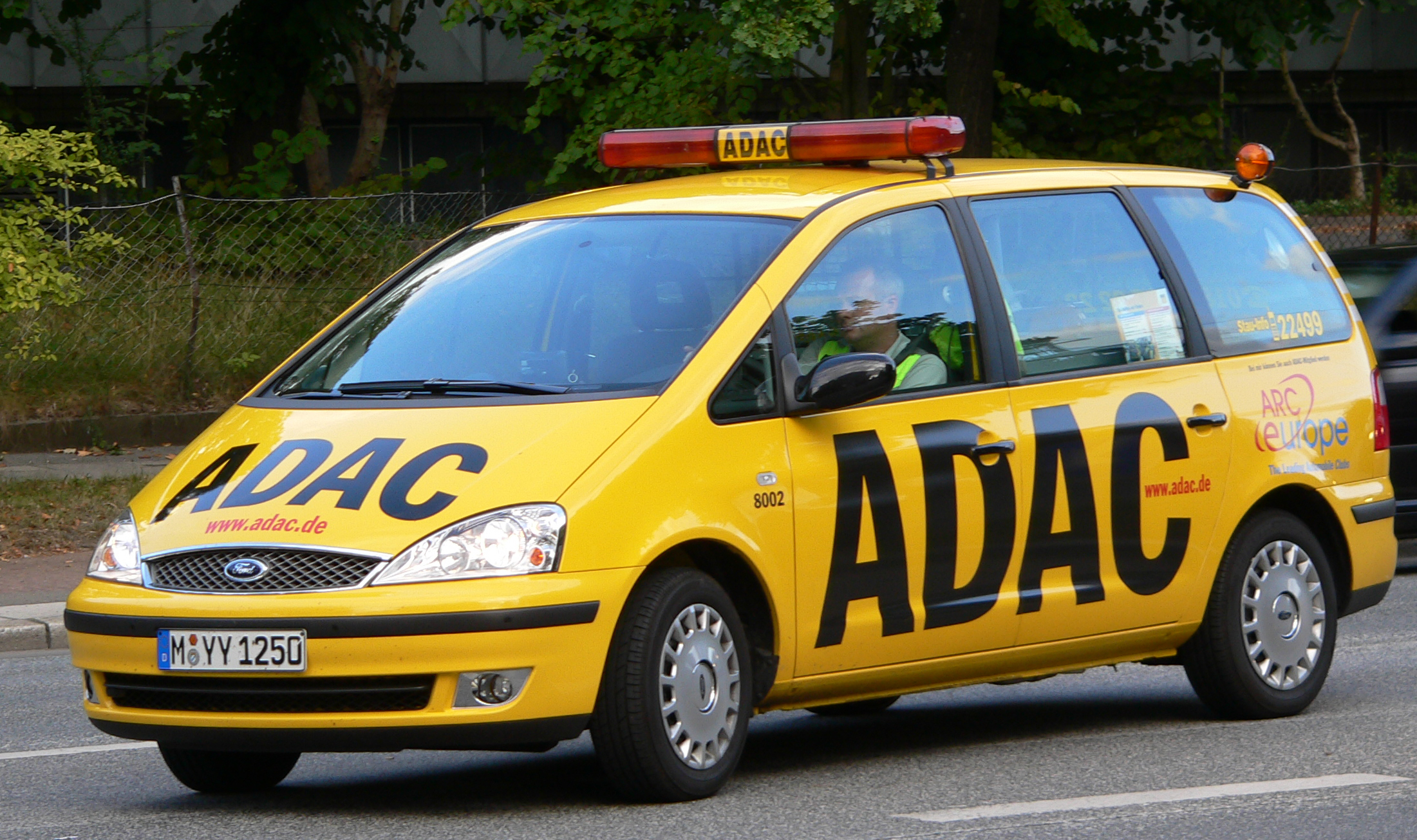
Fahrzeug des ADAC. Logo-Type ist die Franklin Gothic

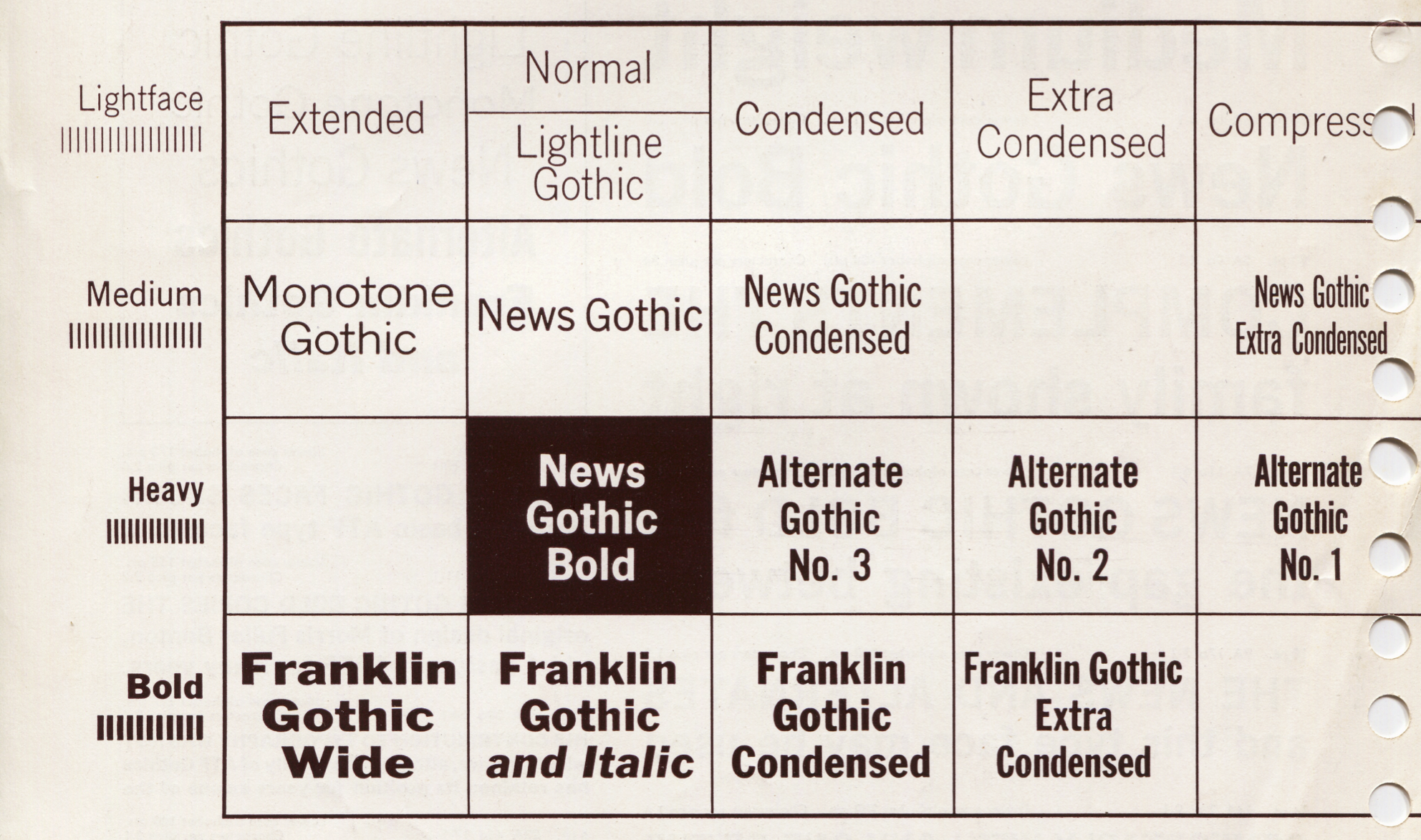
Überblicks-Schaubild mit den von der ATF vermarkteten Sans-Serif-Schriftfamilien

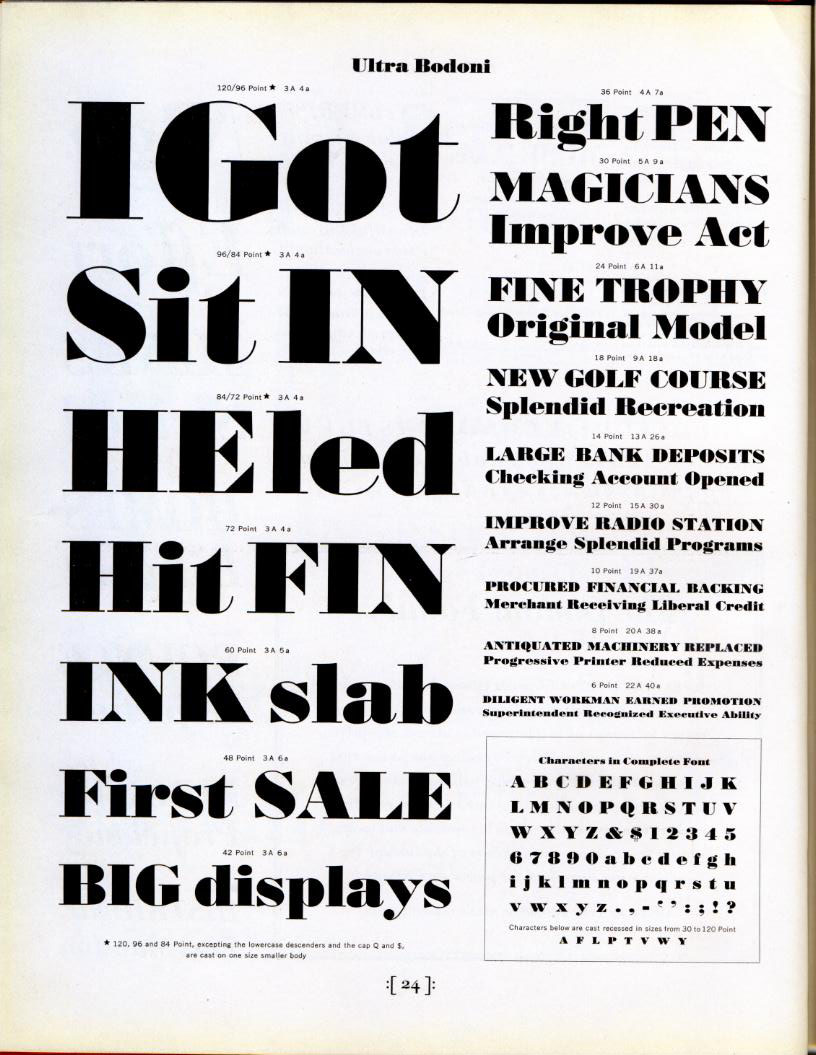
Ultra Bodoni in einem Schriftmusterbuch der ATF

Das 1998 erschienene Typedesigner-Nachschlagewerk Typographie – wer wann wie führt in dem Eintrag zu Morris Fuller Benton folgende Schriftentwürfe namentlich auf: Alternate Gothic (1903), Franklin Gothic (1902–1912), Cheltenham (1904), Clearface (1907), News Gothic (1908), Cloister Oldstyle (1913), Souvenir (1914), Century Schoolbook (1919), Broadway (1928), Bulmer (1928), Bank Gothic (1930), Stymie (1931) und American Text (1932). Die Schriften-Archivseite Fonts in Use listet über diese hinaus auf: ATF Bodoni, Ultra Bodoni, Hobo, Baskerville Old Face, Eagle, Commercial Script, Bulletin Typewriter, Parisian, Linoscript, Marriage, Cloister Black sowie weit über hundert weitere Entwürfe – wobei ein Großteil davon in der digitalen Ära wiederbelebt wurde und teils auch unter neuem Namen oder mit neuer Markenkennung vertrieben wird.
Was Bekanntheitsgrad, Bedeutung und Verbreitung anbelangt, sticht vor allem die ab 1902 produzierte Franklin Gothic hervor. Die „amerikanische Helvetica“ gilt nicht nur als der Standard schlechthin unter den US-amerikanischen Serifenlosen. Als Logo- und Hausschrift findet sie auch bei einer Reihe deutscher Unternehmen Verwendung – so etwa beim Logo des ADAC. Bentons News Gothic galt eine Zeitlang als die optimale Schrift für Zeitungen sowie den Werbemarkt. Zunächst in den Hintergrund gedrängt von europäischen Schriften wie etwa der Gill Sans, erlebte sie nach dem Zweiten Weltkrieg ein erneutes Comeback. Verwendet wird sie unter anderem als Hausschrift bei Sony, der Deutschen Börse in Frankfurt und der Universität Bonn sowie im Logo der Popgruppe ABBA.
Etwas in den Hintergrund getreten gegenüber seinen beiden Serifenlos-Klassikern sind seine Auszeichnungs- und Werbeschriften. Während die 1928 in Zusammenarbeit mit Monotypes Type Director Sol Hess entstandene Broadway eine beliebte, bis heute eingesetzte Art-déco-Schrift ist, fanden andere erst Jahrzehnte nach Bentons Tod größere Verbreitung. Bentons im gleichen Jahr entworfene, auch unter der Bezeichnung Bodoni No. 2 bekannte Ultra Bodoni avancierte nach dem Zweiten Weltkrieg zwar zu einer beliebten Type bei der Gestaltung Popkultur-affiner Plattencover und Plakate. Zum Zeitpunkt ihrer Veröffentlichung stand sie indes in Konkurrenz zu zwei anderen, kurz zuvor auf den Markt gebrachten Ultrafett-Bodonis: der Bodoni Black von Robert Hunter Middleton sowie der Bodoni Poster von Chauncey H. Griffith. Bentons Souvenir-Version aus dem Jahr 1914 schließlich erlangte erst in der von Ed Benguiat 1970 überarbeiteten Version als ITC Souvenir einen weltweiten Bekanntheitsgrad.